# Jo Ann Davis
Jo Ann Davis (ur. 29 czerwca 1950, zm. 6 października 2007) – amerykańska polityk związana z Partią Republikańską. Od 2001 do 2007 roku była przedstawicielką pierwszego okręgu wyborczego stanu Wirginia w Izbie Reprezentantów.
Davis znana była jako silnie konserwatywna, zwłaszcza w kwestiach społecznych. Była członkiem Zborów Bożych. Zmarła na raka piersi.